# August Gustafsson Lohaprasert
August Gustafsson Lohaprasert, född 3 september 1993, är en svensk fotbollsspelare som spelar för Azalea BK.

## Karriär
Gustafsson Lohaprasert började spela fotboll i Azalea BK. Han gick tillsammans med Linus Tornblad till Gais fotbollsakademi 2009. I september 2012 flyttades han upp i Gais A-trupp. Han spelade fyra matcher för klubben i Allsvenskan 2012.
Efter ett tags provspel skrev han den 24 februari 2014 på ett treårskontrakt med thailändska Buriram United.
Säsongen 2016 spelade Gustafsson Lohaprasert för Gunnilse IS. Under säsongen spelade han 21 matcher och gjorde fem mål i Division 2. Inför säsongen 2017 gick Gustafsson Lohaprasert till Qviding FIF. Under säsongen spelade han 14 matcher i Division 1 Södra.
I juni 2021 blev Gustafsson Lohaprasert klar för spel i division 4-klubben Älvängens IK. Han spelade tre matcher under säsongen 2021. 2022 återvände Gustafsson Lohaprasert till moderklubben Azalea BK. Han spelade nio matcher för klubben i division 5 2022.